# Kroužek (Rousínov)
Kroužek (německy Ringelsdorf) je vesnice, částí města Rousínova v okrese Vyškov. Nachází se v uzavřené kotlině 1 km jihovýchodně od Rousínova, v nadmořské výšce 260 m n. m.

## Historie
Původně zemědělská obec náležela panství kojetínskému a v roce 1502 byla pustá. Obnovena byla roku 1690. Dne 22. května 1871 byl zaznamenán velký požár, jemuž podlehlo 18 stavení a 10 stodol. Další pohromou bylo krupobití z let 1891 a 1898.

## Obyvatelstvo

### Struktura
Vývoj počtu obyvatel za celou obec i za jeho jednotlivé části uvádí tabulka níže, ve které se zobrazuje i příslušnost jednotlivých částí k obci či následné odtržení.
| Místní části   | Místní části | 1869 | 1880 | 1890 | 1900 | 1910 | 1921 | 1930 | 1950 | 1961 | 1970 | 1980 | 1991 | 2001 | 2011 |
| -------------- | ------------ | ---- | ---- | ---- | ---- | ---- | ---- | ---- | ---- | ---- | ---- | ---- | ---- | ---- | ---- |
| Počet obyvatel | část Kroužek | 341  | 359  | 368  | 374  | 375  | 410  | 403  | 350  | 376  | 356  | 307  | 266  | 275  | 286  |
| Počet domů     | část Kroužek | 70   | 71   | 74   | 77   | 80   | 80   | 84   | 94   | 95   | 99   | 92   | 106  | 107  | 110  |

## Pamětihodnosti
- Zvonice z roku 1854
- Socha sv. Jana Nepomuckého z počátku 19. století

## Galerie

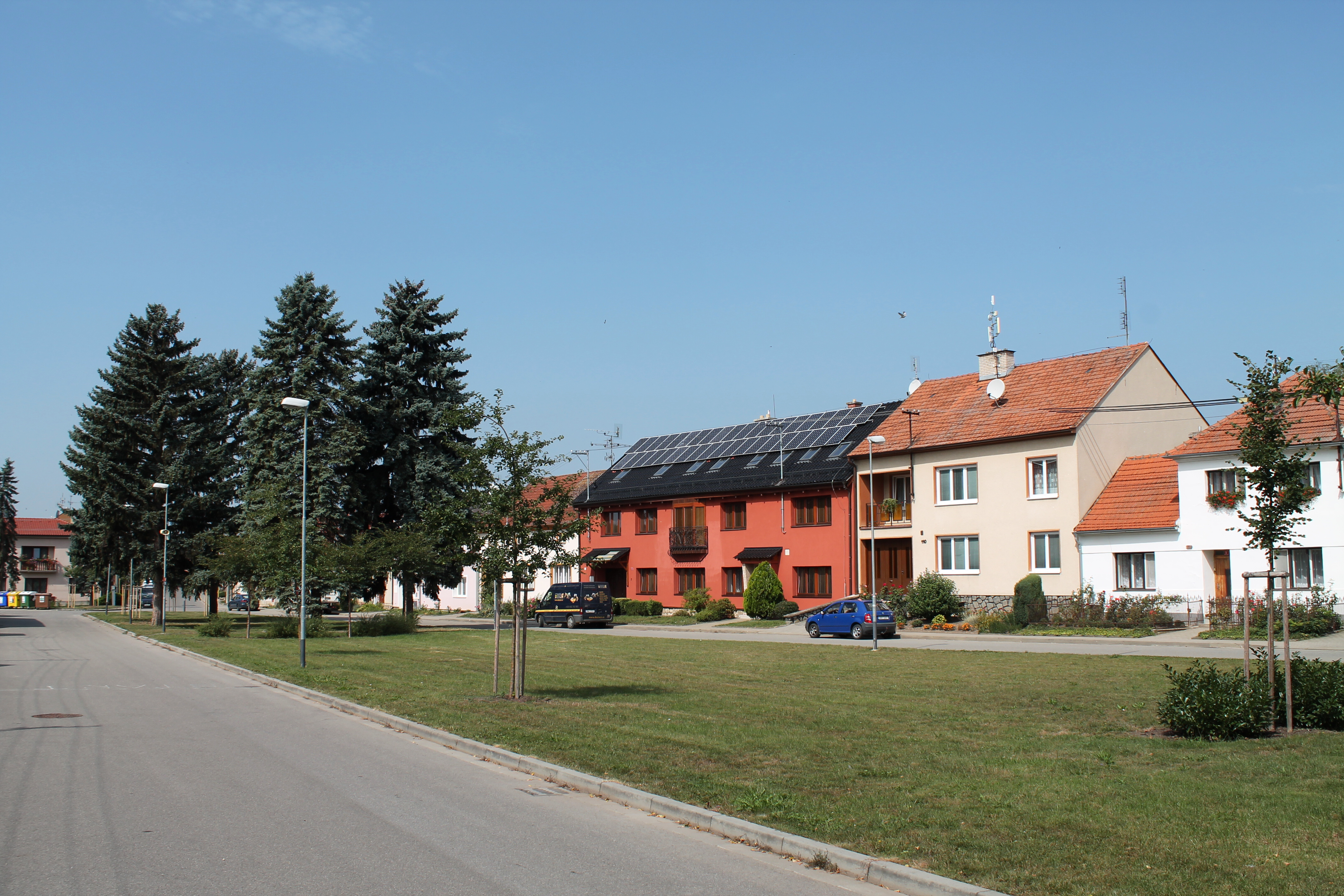
Západní část návsi
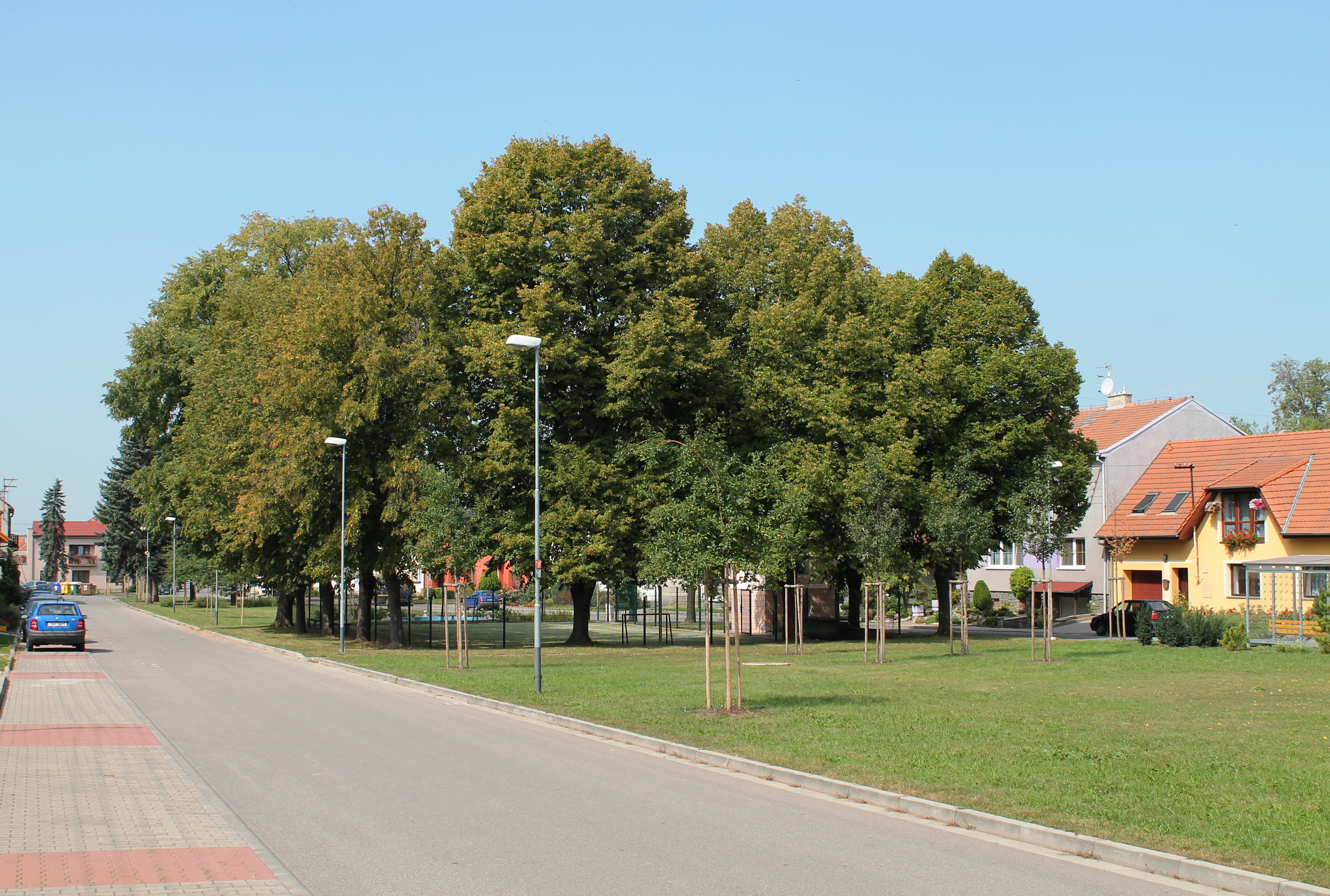
Střední část návsi
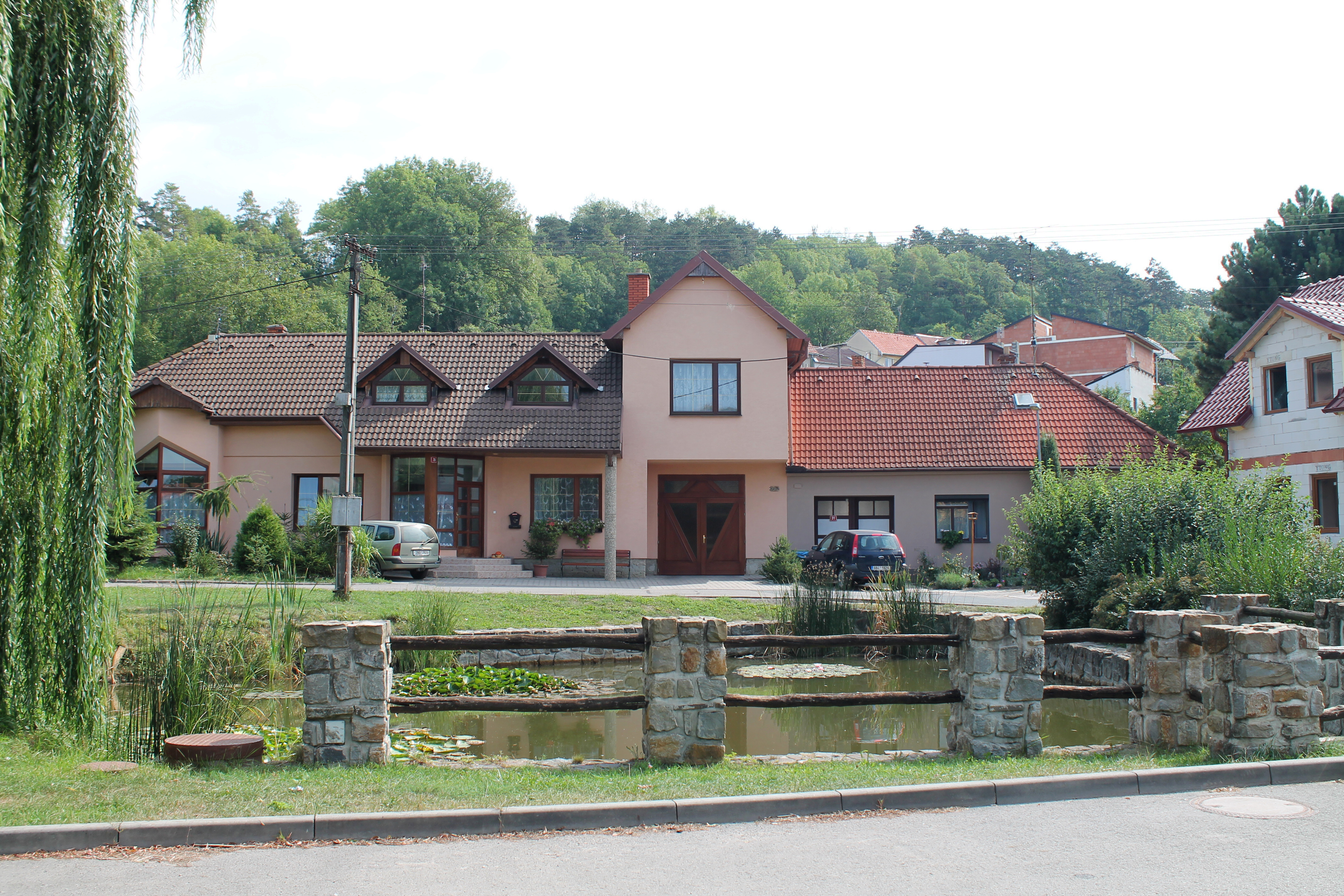
Východní část návsi rybníčkem
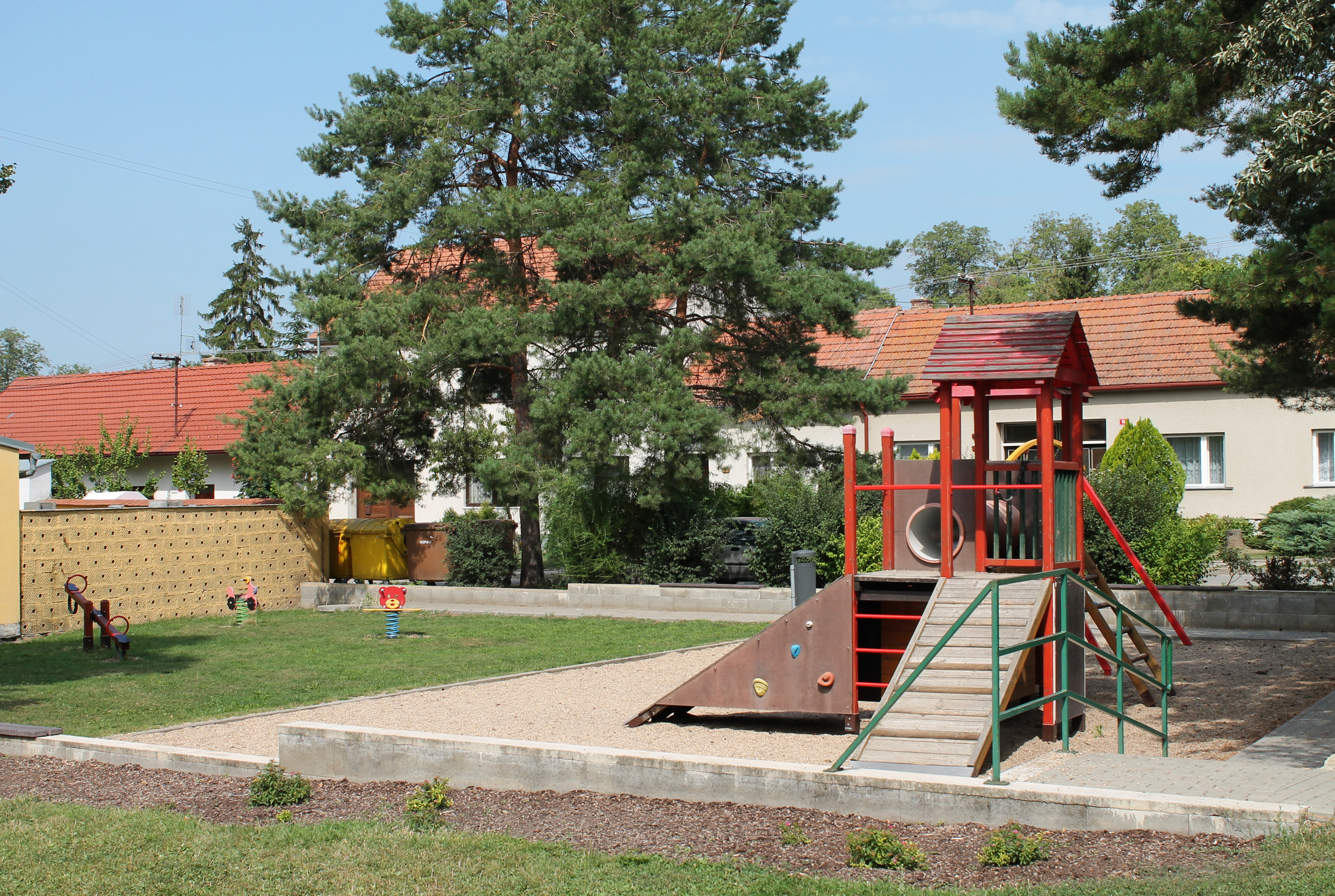
Dětské hřiště na návsi
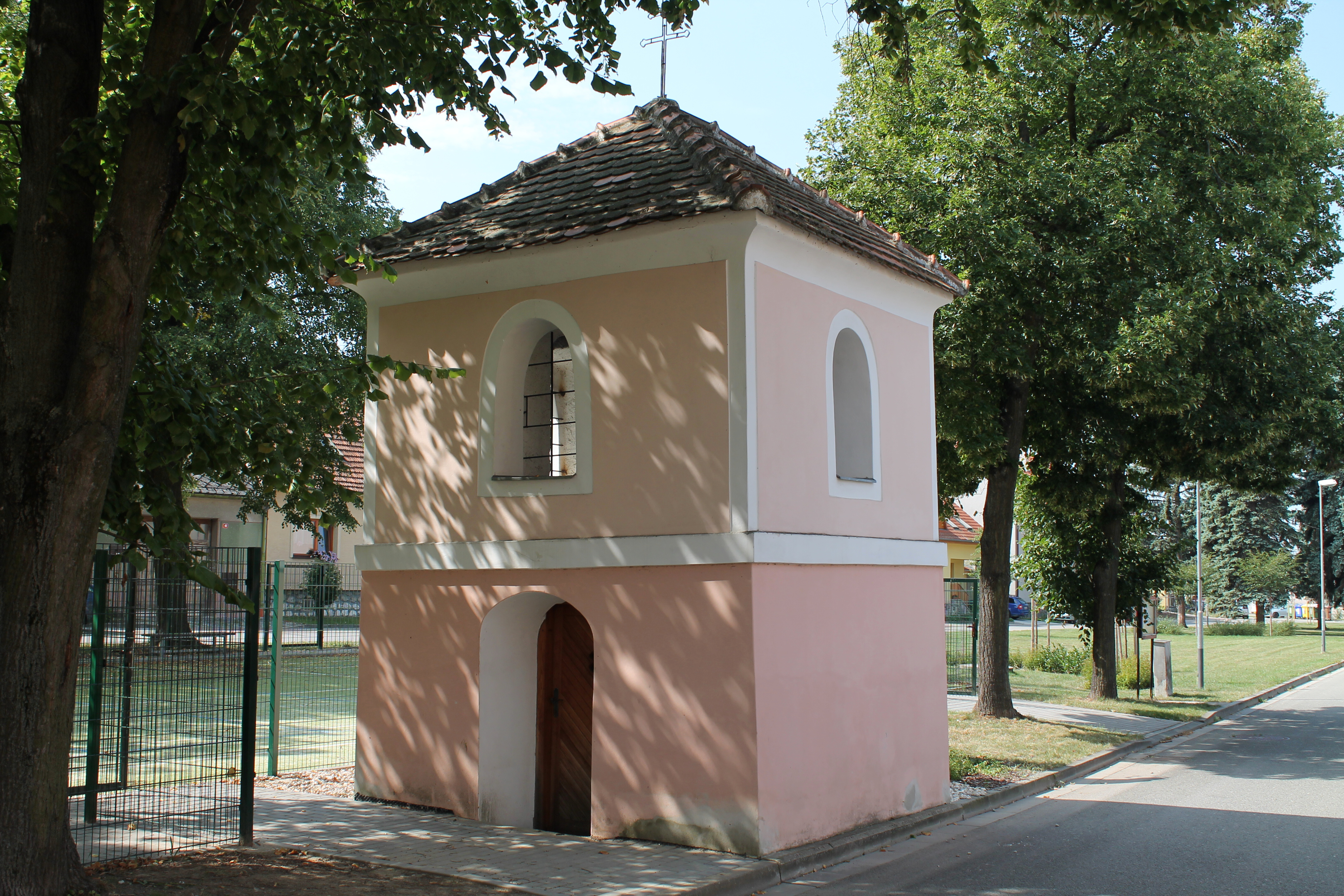
Zvonice
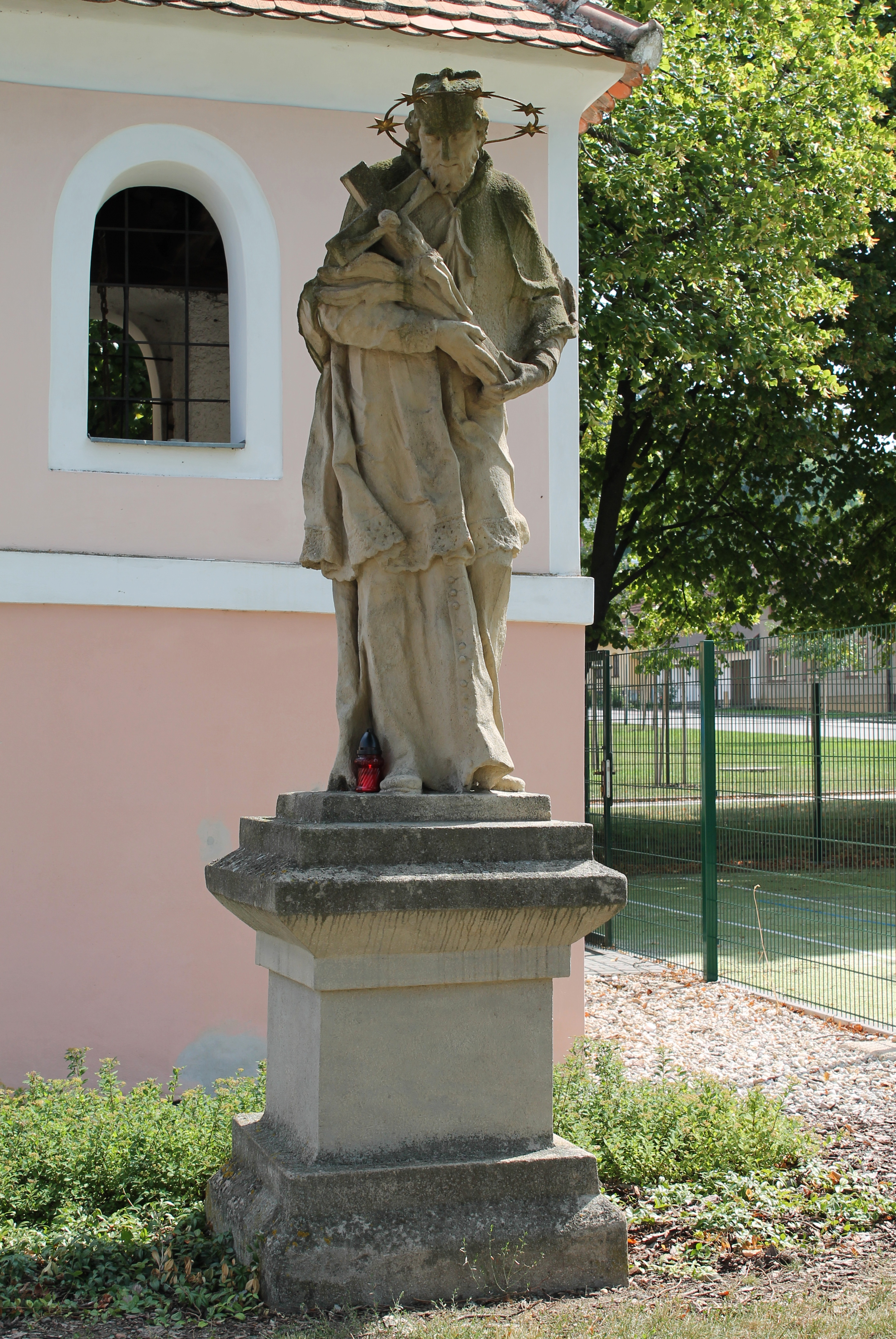
Socha svatého Jana Nepomuckého
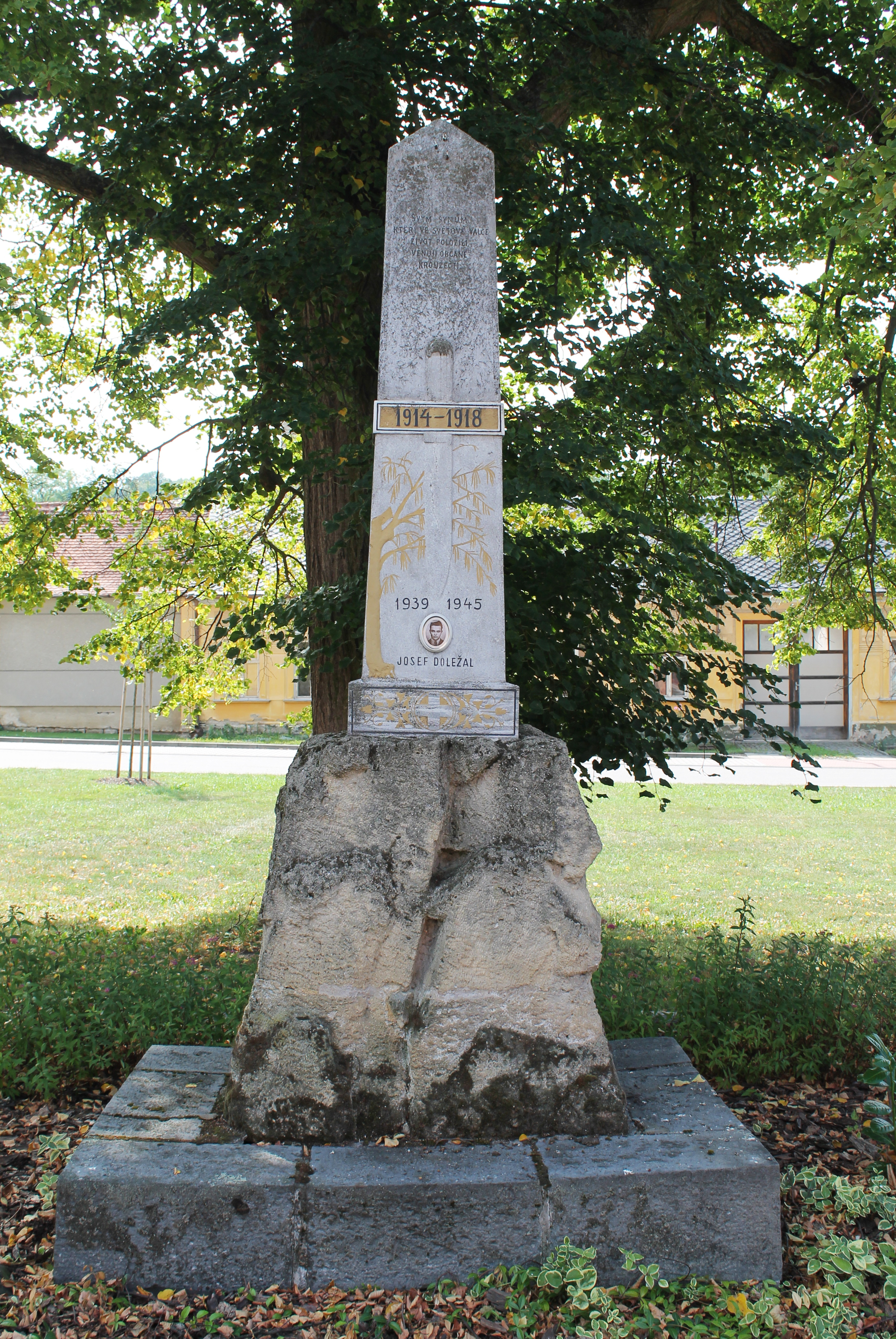
Pomník padlým ve světových válkách
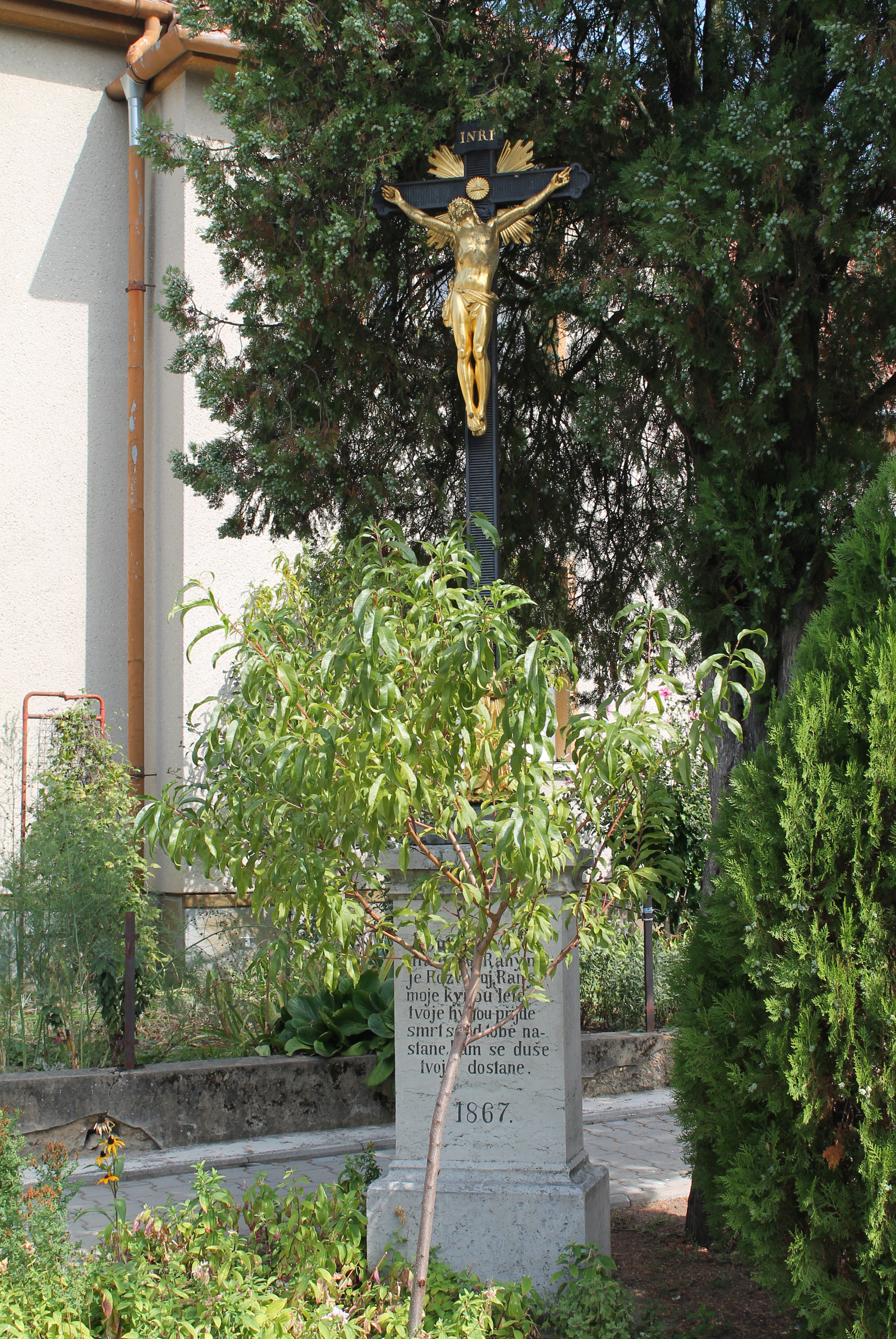
Kříž na návsi